# L'Ampolla
L'Ampolla est une commune de la province de Tarragone, en Catalogne, en Espagne, de la comarque de Baix Ebre
On peut traduire le nom catalan du village par "l'ampoule" dans le sens du phare ou "la bouteille", selon les sources étymologiques.

## Histoire
C'est le 5 mai 1990 que légalement L'Ampolla a été détaché de la commune voisine d'El Perelló après plusieurs années de litige. La commune avait déjà été déclaré en 1937 mais cette séparation avait été annulé à la fin de la guerre d'Espagne.

## Démographie
La population est de 3 473 habitants en 2015.

## Économie
La principale activité économique est le tourisme. Huit plages sont situées sur la commune et l'ont transformés en une destination touristique. Son emplacement à proximité du parc naturel du delta de l'Èbre promeut également l'écotourisme.
Une partie de la population travaille également dans le secteur de la pêche, principalement de dorades et de crevettes. La culture principale est le riz.

## Lieux et monuments
L'église paroissiale, construite au XXe siècle est dédiée à San Juan. L'Ampolla célèbre sa fête le 24 juin. Des célébrations ont également lieu en juillet lors de la célébration de la Virgen del Carmen.
Blister célèbre sa fête le 24 juin. Ils ont aussi la tradition spéciale les célébrations qui ont lieu en juillet, coïncidant avec la célébration de la Virgen del Carmen.[pas clair]